# Johann Sebastian von Clais

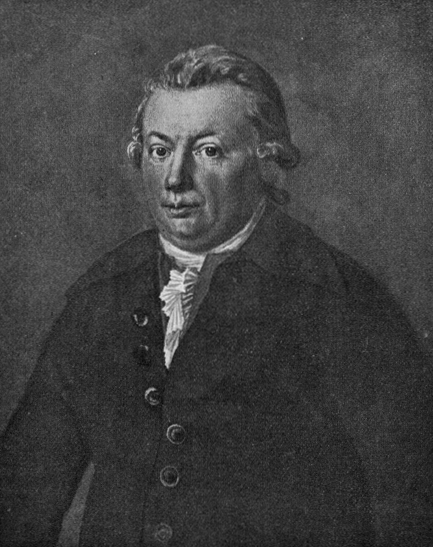
Johann Sebastian von Clais

Johann Sebastian von Clais (* 28. Februar 1742 in Hausen im Wiesental; † 24. September 1809 in Winterthur) war ein deutsch-schweizerischer Uhrmacher, Erfinder, Unternehmer, königlich bayerischer wirklicher geheimer Hofkammerrat, Salinenoberkommissar und Bergwerksdirektor.

## Leben
Die Familie Clais war seit den 1710er Jahren im badischen Hausen im Wiesental ansässig, wo schon sein Großvater Johann Sebastian, durch Heirat mit Magdalena Brunner, als Adlerwirt und Bäcker arbeitete. Im Jahr 1741 übernahm der Vater Johann Sebastian den Betrieb, welchen er mit seiner Ehefrau Anna Maria Neff aus Tumringen führte. Johann Sebastian von Clais wurde am 28. Februar 1742 in Hausen im Wiesental geboren. Ein Konkurs im Jahr 1752 machte für die hochverschuldete Familie einen Umzug nach Schopfheim notwendig, wo der Vater ein Auskommen als Bäcker fand. Um 1760 wurde der Vater Schulmeister in Eichen, 1766 in Neuenweg und schließlich im Jahr 1774 in Badenweiler.
Johann Sebastian von Clais hatte vier Schwestern, Verena Söhnlin, Anna Maria Helminger sowie die unverheirateten Magdalena und Katharina.

### Ausbildung
Nach seiner Schulzeit Ende der 1750er Jahre wurde der junge Johann Sebastian von seinem Landesherrn, dem Markgrafen Karl Friedrich von Baden (1728–1811), nach Zürich zu Zunftmeister Hans Conrad Pfenninger (1725–1776), dem späteren Landvogt von Eglisau, in die Uhrmacherlehre geschickt. Seine Gesellenjahre führten von Clais auf Geheiß der Markgrafen nach Paris. Ab 1770 führte ihn der Agent des Markgrafen Jean-Rodolphe Vautravers in die Londoner Gesellschaft ein. Von Clais beschäftigte sich mit den Errungenschaften der beginnenden Industrialisierung und lernte dort James Watt und im Besonderen Benjamin Huntsman (1704–1776), den Erfinder des Gussstahls, und seinen Sohn William (1733–1809) kennen, mit denen er befreundet war. Er erfand eine Indexwaage, für welche er 1771 von der Royal Society for the encouragement of Arts, Manufactures & Commerce ausgezeichnet wurde. Auf Reisen durch England erledigte er Aufträge, meist die Beschaffung von Exponaten oder Maschinen für die Sammlung des Markgrafen und seiner Frau Karoline Luise von Hessen-Darmstadt und erwarb sich weitreichende Kenntnisse im Maschinen-, Wasser- und Bergbau.

### In badischen Diensten
Sein Förderer Karl Friedrich von Baden bestellte 1772 von Clais zum Hofmechanicus in Baden. Mit einem Misserfolg endete die 1774 gegründete Fabrik zur Herstellung von englischem Stahl.

### Frühe Winterthurer Unternehmungen
Durch den Krapphandel der Gräfin Karoline Luise kam von Clais 1776 in Kontakt mit deren Kunden in Winterthur, wo Dr. med. Johann Heinrich Ziegler und Johann Jakob Sulzer (1738–1797), wohnhaft im Haus zum Tiger, die erste chemische Fabrik der Schweiz gründeten, das Laboratorium. Ab 1777 war Johann Sebastian von Clais zusammen mit Ziegler für die technischen Belange des Betriebes zuständig, welcher im Winterthurer Quartier Neuwiesen Vitriolöl (Schwefelsäure), Salzgeist, Alaun, Soda und anderes herstellte. Es handelte sich bei der Fabrik um die erste ihrer Art in der Schweiz und sie wuchs in der 1. Hälfte des 19. Jahrhunderts zur größten Schweizer Chemiefirma dieser Zeit, bis sie 1854 schließen musste.

### Im Dienste Berns
Anfang 1778 suchte die Berner Regierung einen Bergwerkfachmann für die Verbesserung der Berner Eisenbergwerke in Oberhasli und Biberstein. Im August erhielt Johann Sebastian von Clais den Auftrag, die entsprechenden Untersuchungen vorzunehmen, worauf er im Dezember seine Vorschläge unterbreitete. In der Folge wurde er für vier Jahre mit deren Ausführung betraut, mit dem Titel Oberdirektor über das Eisenbergwerk im Ärgeu.
Ab 1779 arbeitete von Clais ebenfalls im Berner Auftrag am Umbau der Sudhäuser der Salinen Aigle und Bex. 1781 verbesserte er die Sudpfannen mit einer eigenen Konstruktion. Durch die Neuerungen konnte bei gleichem Holzverbrauch nun mit fünf statt nur drei Pfannen Salz gewonnen werden. Er lernte dort den Salzfaktor Franz Samuel Wild kennen. Dieser hatte die progressive Schwere der heißen Sole bestimmt, was die Grundlage für den später in Bayern eingeführten zweistufigen Siedeprozess darstellte. Die Arbeiten von Wild wurden 1784 anonym als Beyträge zur Salzkunde aus der Schweiz bei Steiner in Winterthur verlegt und später fälschlicherweise von Clais zugeschrieben.

### Salinen in Bayern
In der zweiten Hälfte des 18. Jahrhunderts war Bern der größte Abnehmer von Salz aus Bayern. In den Verhandlungen zu einem neuen Salzkontrakt im Jahr 1777 bemängelte Bern insbesondere die Qualität der Salzlieferungen. Nach einer Besichtigung der Salinen in Bad Reichenhall und Traunstein schlug die Berner Verhandlungsdelegation Johann Sebastian von Clais als Experten vor. Deshalb verschaffte sich von Clais im Frühjahr 1782 einen Überblick über die Salzgewinnung und legte umfassende Erneuerungsvorschläge vor. Nachdem von Clais auch die Vorfinanzierung durch Bern regeln konnte, verpflichtete ihn Kurfürst Karl Theodor (1724–1799) für eine Dauer von zwanzig Jahren. Nicht zuletzt entscheidend für das Zustandekommen der Verträge war, dass auch die meisten Rückzahlungen und Provisionen der Darlehen in Naturalien (Salz) geleistet werden konnten.
Die Arbeiten in Reichenhall von 1782 bis 1784 umfassten den Bau eines neuen Sudhauses und neuer Sudpfannen, welche auch die Abwärme besser nutzten. Johann Sebastian von Clais führte hier die Aufteilung in zwei Sudschritte ein: in einer kleineren heißen Pfanne wurden viele Verunreinigungen wie Gips, Kalk sowie organisches Material ausgeschieden und in einer großen flachen Pfanne wurde die Sole weiter eingedampft. Das auskristallisierte Salz konnte anschließend auf den erweiterten Pfannenrand, den Dörrplatz gezogen werden, wo es mittels der Pfannenabwärme weiter trocknete. Die Pfannen konstruierte er aus vielen identischen, leicht auswechselbaren, rechteckigen Stahlblechen, wodurch die Reparaturzeiten stark verkürzt werden konnten. Durch das neue Verfahren konnten 55000 t Salz mehr produziert werden bei gleichzeitiger Einsparung von 5000 Klafter Holz, was etwas einem Viertel der ehemals notwendigen Holzmenge entsprach.
Die Neuerungen bewährten sich so gut, dass die kurfürstliche Hofkammer zufrieden war, obwohl die Arbeiten mit 100.000 Gulden rund doppelt so teuer wie vorgesehen waren. Als weitere Folge erhielt von Clais den Auftrag, die Saline in Traunstein zu erneuern. Nachdem es Johann Sebastian von Clais gelang, die zur Vorfinanzierung notwendigen 100.000 Gulden bei einem weiteren Salzkunden, dem eidgenössischen Zürich, sicherzustellen, erhielt er den Titel eines wirklichen Hofrats und Salinen Ober-Commissairs und weitreichende Vollmachten.

„Auf der dortigen [Reichenhall] Saline war ich 12 Tage, ganz allein mit dem Salinendirektor v. Claiss. Diesen Mann halte ich jezt unter allen theoretischen & praktischen Hallurgen offenbar für den ersten. Er besizt große physikalische & matematische Kenntnisse, war 7 Jahr in England, arbeitete viel mit [Benjamin] Franklin, war lange in Frankreich, besizt ein Steinsalzwerk in Savoyen, Schwefelsäurefabriken in Winterthur in der Schweiz und hat die Direction aller bairischen Salinen. Ich habe vom Morgen bis in die Nacht nur immer gefragt & ich weiß keinen Menschen, von dem ich je durch Umgang so viel gelernt.“

Johann Sebastian von Clais unternahm zeit seines Lebes sehr viele Reisen und besuchte auch Benjamin Franklin 1781 in Paris, als dieser im diplomatischen Diensten dort weilte.

#### Salzhandelsmonopol
Nach der Ernennung zum bayerischen Salinenoberkommissar reorganisierte er den gesamten Salzhandel mit den Schweizer Orten Bern und Zürich. Durch seine ehrlichen, oft auch uneigennützigen Handlungen erarbeitete sich Clais am Hofe Karl Theodors eine Vertrauensstellung. Damit die Salzlieferungen in beiderseitigem Interesse auch in den politisch schwierigen Zeiten nach dem Franzoseneinfall 1798, während der Helvetik und der Mediation aufrechterhalten werden konnte, erhielten Johann Sebastian Clais und seine Salzhandelfirma Clais & Co. das Handelsmonopol von Bayern und der eidgenössischen Tagsatzung.

### Neue Heimat in Winterthur

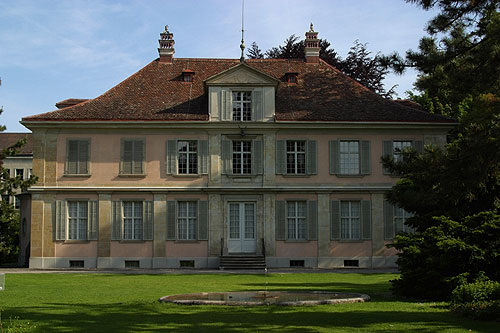
«Villa Lindengut» in Winterthur

Ab 1783 ließ von Clais bei Elgg für seine Chemiefirma Kohle fördern. Dadurch und durch Kontakte von de Valltravers wurde die Zürcher Regierung auf ihn aufmerksam, als sie einen Bergwerkfachmann für den Kohleabbau im Kohlebergwerk Käpfnach suchte. Im Jahr 1784 begann dort unter seiner Leitung der Kohleabbau.
Johann Sebastian von Clais heiratete am 24. Januar 1784 Maria Ursula Sulzer (1766–1813), die Tochter seines Geschäftsfreundes Hans Jakob Sulzer zum Tiger und seiner langjährigen Brieffreundin Anna Katharina Sulzer. Der Ehe entsprangen drei Kinder, die das Erwachsenenalter erreichten: Maria Katharina (1787–1844), verheiratet mit J. J. Ernst, Susanna (1789–1853), verheiratet mit Salomon Hegner, und Karl Sebastian (1800–1858). Durch die Heirat brüskierte er seinen anderen Winterthurer Partner, Johann Heinrich Ziegler, der sich ebenso Hoffnungen gemacht hatte, von Clais’ Schwiegervater zu werden.
Von Clais ließ sich die «Villa Lindengut» in Winterthur bauen, welche er 1787 bezog. Er erhielt 1793 das Recht, sich in Winterthur einbürgern zu lassen. Seine Bedienstete Katharina Sulzer-Neuffert lernte in seinem Haus ihren späteren Ehemann Jakob Sulzer kennen, die beiden spielten in den Anfängen der heutigen Sulzer AG eine bedeutende Rolle.

### Salinen Lothringen
Die Reorganisation der lothringischen Saline Dieuze in den Jahren 1804 bis 1806 endete, nachdem die Auseinandersetzungen mit dem Personal unlösbar wurden und er zurückkehren musste.

### Späte Winterthurer Unternehmungen
Auch in seinen letzten Lebensjahren blieb er umtriebig und gründete diverse Handels- und Produktionsunternehmen, sodass von Clais bis 1808 zum fünftgrößten Steuerzahler in seiner neuen Heimatgemeinde avanciert war. Nach kurzer Krankheit starb von Clais am 24. September 1809 in Winterthur und fand seine letzte Ruhestätte auf dem Friedhof bei der Stadtkirche.

## Ehrungen

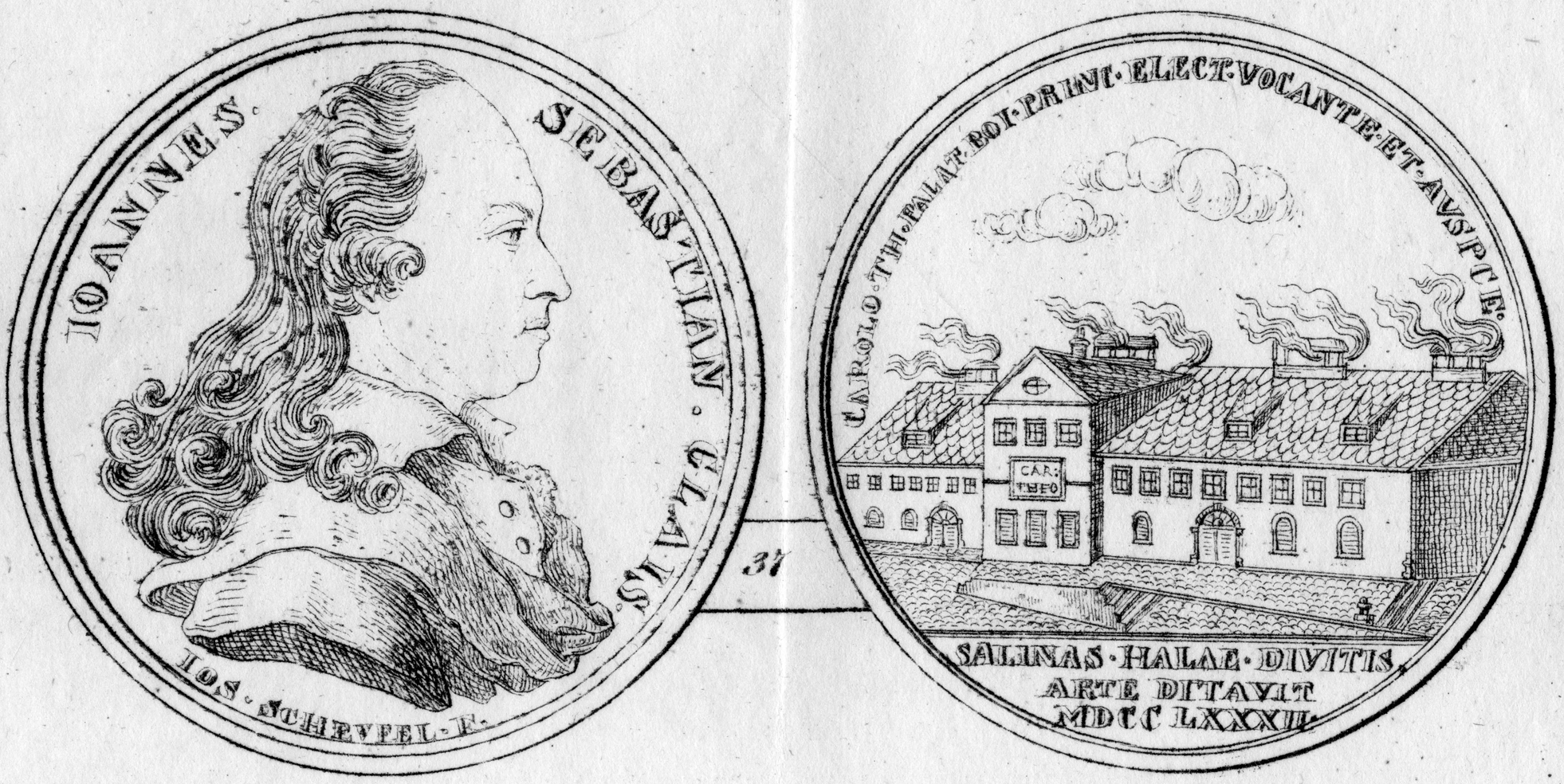
Medaille mit Johann Sebastian von Clais auf der Vorderseite und dem Sudhaus Reichenhall auf der Rückseite

- Medaille der Royal Society for the encouragement of Arts, Manufactures & Commerce 1771, sowie das Bürgerrecht der Stadt London für die Indexwaage
- Bayrische Goldmedaille 1782, Vorderseite: Porträt von J. S. von Clais, Rückseite: Salinengebäude Bad Reichenhall
- Landrecht[16] der Stadt Zürich 1783[17]
- Landrecht der Stadt Bern 1787[17]
- Orden mit Brillanten und dem Bildnis von Maria Theresia und Joseph II.
- Bürgerrecht der Stadt Winterthur 1. April 1794, Einkauf für 3000 Gulden[18]

## Werke
- Badenweyler als Kurort, ein Beytrag zur näheren Kenntniß seiner Umgebung und besonders seiner lauwarmen Quelle. 1807